# Malé Přítočno
Malé Přítočno est une commune du district de Kladno, dans la région de Bohême-Centrale, en Tchéquie. Sa population s'élevait à 243 habitants en 2020.

## Géographie
Malé Přítočno se trouve à 3 km au nord de Unhošť, à 5 km au sud-est de Kladno et à 22 km à l'ouest de Prague.
La commune est limitée par Velké Přítočno au nord, par Dolany à l'est, par Unhošť au sud et par Pletený Újezd à l'ouest.

## Histoire
La première mention écrite de la localité date de 1354.